# 私立探偵レイモンド
『私立探偵レイモンド』（しりつたんていレイモンド、THE PRIVATE DETECTIVE REIMONDO）は、東篤志による日本の漫画作品。

## 概要
月刊少年漫画雑誌『少年サンデー増刊号』（小学館）にて、1991年9月号から1994年5月号まで連載された。単行本は小学館：少年サンデーコミックスより全4巻。また2011年5月より、マンガ図書館Zで公開中。
21世紀の日本を舞台にした近未来SFアクション漫画。作者のデビュー作。第一話は読み切りとして掲載され、1992年1月号からの短期集中連載を経て同年11月号より連載化された。
なお、連載終了から16年を経た2010年8月、Amazon.comより『detective RAYMOND (Kindle Edition)』として電子書籍による英語版の販売が開始された。作者によると、内容は連載当時の翻訳版ではなく、Kindle向けに新たに書き直したリメイク版とのこと。

## あらすじ
私立探偵のレイモンドは、ハイテク化が進んだ21世紀の日本で、その影で泣かされる弱き人々のためにたった1人で巨大犯罪組織と敵対していた。彼が特に狙うのは、戦闘用アンドロイドを使う国際犯罪組織「シャッフルズ」。レイモンドには、シャッフルズを狙う理由があった。

## 主な登場人物
嶺紋人（れい もんど）
主人公の私立探偵。本名は「山田助兵衛（やまだ すけべえ）」だが、この名前があまりにも恥ずかしいため普段は「レイモンド」を名乗っている。愛称は「レイ」。作中の描写から、年齢は26歳前後と思われる。
頭が切れ、銃器の扱いや格闘術にも優れ、更に美女と見まがう美貌の持ち主。普段は髪を結びサングラスを掛け「男性らしい」容貌になっているが、正体を隠すために女装する場面も多い。女装時には主に「山田レイ子」を名乗る。表向きはクールで尊大な人物として振舞うが、他人を助けるためには自己犠牲を厭わないなど、根は優しく正義感が強い。また貧乏なため大金や奢りに弱い、敵から財布の金を抜き取る、本名に強いコンプレックスを抱くなどのコミカルな面も併せ持つ。
少年時代は日本に住んでいたようだが、父の仕事で渡米し、ロスの高校に通っていたらしい。しかし両親をシャッフルズに殺され、その後はボストンで探偵助手となっていた。師が殺され仇である枢機卿を討つが、彼がサイボーグ化し延命したとは知らないまま日本に帰国、場末のビルで探偵社を開業した様子。
田脇ヒロノリ（たわき ヒロノリ）
オカマの情報屋。初登場時は「1ヶ月前に一度会っただけ」の仲だったが、その後はレイの仕事を影からサポートする場面も多々見られる。
「悪趣味なぬいぐるみ」と言われるほど濃い容姿の持ち主だが、ヒロインを自称する変態。必要な情報をわずか数時間で調べ上げるなど、情報屋としては優秀らしい。
ジェーン・マッキンタガート
アメリカに本社を置く多国籍企業マッキンタガート・コーポレーションの保安課長。会長の孫娘ながら、自ら志願しシャッフルズ対策班と言う危険な仕事に就いている。年齢は不明だが、作中でリーガンと同い年と明言されている。一応本作のヒロインだが、登場はシャッフルズ編から。
女性ながら気が強く、大学時代の友人と再会した際「相変わらず怒ってばかりいるの？」と言われるほどよく怒る。一方で追い詰められると不安に駆られやすいらしい。普段は優しく友人思いで、友人を茶化したり逆らえない立場のレイをこき使ったりと言った茶目っ気を見せることもある。
レイの幼馴染。父親同士が友人で、家族ぐるみの付き合いがあった様子。しかしFBI幹部の父を殺され、両親を失ったレイとも別れ別れになったことから、シャッフルズを激しく憎んでいる。
ダリル・ヴェイル
シャッフルズの最高幹部の一人で北米管理機構長。通称「枢機卿（カーディナル）」。一度はレイの手で肉体の大部分を失ったが、サイボーグ化により延命。かなり高齢のようだが、その野望は現在も衰えていない。
リーガン・ブレア
シャッフルズの女幹部で、枢機卿の秘書にして愛人。一度に16体もの戦闘用アンドロイドを操作できる天才指揮者。詳細は不明だが、以前から「ゲームセンターの女王」の異名を持っていたらしい。誕生日は1997年12月25日。
元は探偵助手で、ボストン時代のレイの同僚。レイに好意を持っていたが、失恋したところを枢機卿につけ込まれ、そうとは知らぬまま恩人を殺す手引きをしてしまう。枢機卿の愛人となった現在でも、レイのことを吹っ切れてはいない。
クレイグ・スティルソン
枢機卿の部下として働く殺し屋で超能力者。触れたものの分子結合を自在に操る能力を持ち、壁を自在に通り抜けたり、他の人間を壁や床などと融合させることも可能。
製薬会社の投薬実験により超能力を身につけ、実験台の立場から解放してくれた枢機卿への恩義から、彼に従う。その経歴から性悪説者のようだが、本質的には努力家で妹想いの善人である。リーガンに想いを寄せ、レイをライバル視する。
エリカ・スティルソン
クレイグの妹で、同じく枢機卿に仕える超能力者。強力な読心能力者で、特につらさや苦痛に共感しやすい。
兄と同じく投薬実験で超能力を身につけ、枢機卿に救われた。しかしシャッフルズに必要な情報を読心するたび、同時に他人の苦痛を味わい続けてきたため、シャッフルズから脱退すべくレイに近づく。

## 用語・世界観
新銃刀法
犯罪率の増加により銃刀法が改正され、個人でも許可が下りれば銃が所持できる。
サイボーグ
外見上は普通の人間と区別がつかないほど精巧で、脳や脊髄さえ残っていれば、ほぼ完全に人間の肉体を再現できるらしい。かなりの強度を持つ専用素材で構成されており、通常の弾丸は貫通せず専用弾が必要となる。作中に登場したサイボーグは、1体を除いて全て戦闘用。動力源は不明だが、作中唯一の非戦闘用サイボーグは、胸部に有限のバッテリーを内蔵していた。
アンドロイド
この世界では、日本の企業シマダ・エレクトロニクスが開発した看護用アンドロイドがプロトタイプとなっている様子。購入費や維持費は高額だが人手不足から世界中に売れており、その技術を応用したと思われる戦闘用アンドロイドも様々なタイプが開発されている。多くのアンドロイドは人間の指示に従うだけだが（それでも抽象的な命令語だけで適切な行動を取るほど高度である）、中にはほぼ自立行動していると言える高度な人工知能を有するものも登場する。
殺戮機械兵（キルダイン）
シャッフルズが使う戦闘用アンドロイド。人間型のもの以外にも、小型犬型のものが登場した。
指揮者（コンダクター）
非自立型の戦闘用アンドロイドを複数同時に指揮する人間。通常は中継コンピュータによるモニタリングで遠隔操作するが、専用ヘッドマウントを用いれば至近距離での脳波誘導も可能。ただし脳波誘導では精密な制御はできないらしい。指揮できるアンドロイド数は通常4～5体程度。